# Rikken Teiseitō
El Rikken Teiseitō (立憲帝政党?  Partido Constitucional del Régimen Imperial) fue un partido político conservador japonés que existió brevemente en la era Meiji. También era conocido como Teiseitō.
Fue fundado en marzo de 1882 por Fukuichi Gen'ichirō y un grupo de burócratas y periodistas como un grupo de apoyo político para la conservadora oligarquía Meiji. Abogaba por una constitución, que fuera otorgada por el Emperador Meiji y una franquicia electoral basada en varones adultos que poseían propiedades y restricciones en la libertad de expresión y reunión. Veía a los partidos políticos populistas, especialmente al Rikken Kaishintō y el Jiyūtō como sus principales rivales. Fue disuelto en septiembre de 1883.
- Datos: Q3132503